# Cando Rail & Terminals
Die Cando Rail & Terminals Ltd. (kurz: Cando; Reporting Mark: CCGX) ist ein kanadisches Unternehmen mit Sitz in Brandon (Manitoba).
Candos spezialisierte Bahndienstleistungen ermöglicht es industriellen Verladern, ihre Lieferketten zu optimieren und sich mit Eisenbahnen der Klasse 1 zu verbinden. Cando betreibt eigene Güterbahnhöfe in Nordamerika.
Die kurze Barrie-Collingwood Railway im kommunalen Eigentum der Stadt Barrie (Ontario) wird dreimal wöchentlich von Cando bedient.

## Geschichte
Cando wurde 1978 gegründet. Seit 2022 ist Alberta Investment Management Corporation einziger Eigentümer.

## Central Manitoba Railway
Die Central Manitoba Railway Inc (Reporting Mark: CEMR) mit Sitz in Winnipeg gehört zu Cando. Sie ist eine Bahngesellschaft, die mehr als 20 Transportkunden in und um Winnipeg bedient. Das Unternehmen entstand 1999 durch Übernahme einer CN-Abteilung. Dazu verfügt die CEMR über ein Dutzend Lokomotiven.
Die CEMR ist Infrastrukturbetreiber zweier Nebenbahnen von Winnipeg nach East-Selkirk bzw. nach Oak Bluff.